# Styringomyia jacobsoni
Styringomyia jacobsoni är en tvåvingeart som beskrevs av Edwards 1914. Styringomyia jacobsoni ingår i släktet Styringomyia och familjen småharkrankar. Inga underarter finns listade i Catalogue of Life.